# Wout Wijsmans
Wout Wijsmans (Hasselt, 17 luglio 1977) è un ex pallavolista belga naturalizzato italiano.
Giocava nel ruolo di schiacciatore.

## Carriera
La carriera di Wout Wijsmans comincia nella stagione 1994-95 quando entra a far parte del VC Zonhoven, militante nel massimo campionato belga, dove resta per tre stagioni, vincendo la Coppa del Belgio 1995-96; nella stagione 1997-98 passa al Maaseik, dove in due stagioni vince due scudetti ed altrettante Coppe del Belgio e Supercoppe: entra inoltre a far parte della nazionale belga, con la quale però non raggiungerà mai alcun risultato rilevante.
Nella stagione 1999-00 si trasferisce in Italia, ingaggiato dal 4 Torri Ferrara dove resta per due annate, per poi passare nella stagione 2001-02 all'Associazione Sportiva Volley Lube: con la squadra di Macerata vince la Champions League 2001-02 e la Coppa Italia 2002-03.
Nella stagione 2003-04 viene ingaggiato dal Piemonte Volley, con cui inizia un lungo sodalizio che dura dieci stagioni: nel lungo lasso di tempo che lo lega alla squadra cuneese, precisamente nel 2010, ottiene la cittadinanza italiana; con i biancazzurri vince uno scudetto, due Coppe Italia, una Supercoppa italiana e la Coppa CEV 2009-10: al termine della sua militanza nella squadra piemontese, viene ritirato il numero di maglia, il 7, da lui indossato. Nell'estate del 2005, libero dagli impegni col club italiano, va a giocare nella Liga Superior portoricana con i Playeros de San Juan per il campionato 2005.
Nella stagione 2013-14 va a giocare nella Chinese Volleyball League con il Beijing Qiche Nanzi Paiqiu Julebu, con cui vince lo scudetto, ricevendo anche il premio di miglior opposto; nell'annata seguente si trasferisce nella Voleybol 1. Ligi turca col Fenerbahçe Spor Kulübü.
Per il campionato 2015-16 ritorna in patria nuovamente nel club di Maaseik: al termine della stagione si ritira dall'attività agonistica.

## Palmarès

### Club
- Campionato belga: 2

1997-98, 1998-99
- Campionato italiano: 1

2009-10
- Campionato cinese: 1

2013-14
- Coppa del Belgio: 3

1995-96, 1997-98, 1998-99
- Coppa Italia: 3

2002-03, 2005-06, 2010-11
- Supercoppa belga: 2

2007, 2008
- Supercoppa italiana: 1

2010
- Champions League: 1

2001-02
- Coppa CEV: 1

2009-10

### Premi individuali
- 2002 - Champions League: Miglior attaccante
- 2003 - Gazzetta dello Sport: Trofeo Gazzetta MVP della Regular Season del campionato italiano
- 2008 - Serie A1: Miglior attaccante[1]
- 2009 - Serie A1: Miglior attaccante[1]
- 2010 - Coppa CEV: MVP
- 2010 - Coppa CEV: Miglior servizio
- 2011 - Gazzetta dello Sport: Trofeo Gazzetta MVP della Regular Season del campionato italiano
- 2013 - CEV: "The Ultimate Volleyball Team Leader"
- 2014 - Volleyball League A cinese: Miglior opposto